# Isochlora straminea
Isochlora straminea är en fjärilsart som beskrevs av John Henry Leech 1900. Isochlora straminea ingår i släktet Isochlora och familjen nattflyn. Inga underarter finns listade i Catalogue of Life.